# مجموعة سوفت بنك
شركة مجموعة سوفت بنك هي شركة يابانية قابضة متعددة الجنسيات يقع مقرها الرئيسي في ميناتو، طوكيو. تمتلك سوفت بنك حصصًا في العديد من شركات التكنولوجيا والطاقة والمالية. كما يدير صندوق الرؤية، وهو أكبر صندوق لرأس المال الاستثماري يركز على التكنولوجيا في العالم، برأس مال يزيد عن 100 مليار دولار.
تشتهر الشركة بقيادتها من قبل مؤسسها ماسايوشي سون. تعمل في النطاق العريض، والاتصالات السلكية واللاسلكية الثابتة، والتجارة الإلكترونية، والإنترنت، وخدمات التكنولوجيا، والتمويل، والإعلام والتسويق، وتصميم أشباه الموصلات، ومجالات أخرى.
تم تصنيف سوفت بنك في قائمة فوربس جلوبال 2000 كأكبر 36 شركة عامة في العالم، وثاني أكبر شركة مساهمة عامة في اليابان بعد تويوتا.
يعتمد شعار سوفت بنك على علم كايينتاي، وهي شركة تجارية بحرية تأسست في عام 1865، بالقرب من نهاية توكوغاوا شوغوناتي، بواسطة ساكاموتو ريوما.
على الرغم من أن سوفت بنك لا تنضم إلى أي كيريتسو تقليدي، إلا أنها تتمتع بعلاقات وثيقة مع مجموعة ميزوهو المالية، المقرض الرئيسي.

## التاريخ

### التأسيس والسنوات الأولى
تأسست سوفت بنك في سبتمبر 1981 كشركة سوفت بنك كورب. بواسطة ماسايوشي سون البالغ من العمر 24 عامًا، في الأصل كموزع برامج. ذهبوا إلى مجال النشر في مايو 1982 مع إطلاق أوه! الحاسوب وأوه! مجلات MZ، حول أجهزة حاسوب إن إي سي وشارب على التوالي. حاسوب أوه! كان تداوله 140.000 نسخة بحلول عام 1989. ستستمر لتصبح أكبر ناشر في اليابان لمجلات الحاسوب والتكنولوجيا والمعارض التجارية.
في عام 1994، تم طرح الشركة للاكتتاب العام وبلغت قيمتها 3 مليارات دولار. في سبتمبر 1995، وافقت سوفت بنك على شراء دار نشر زيف ديفيس الأمريكية مقابل 2.1 مليار دولار.

### توسع 1995-2009
اشترت سوفت بنك كومديكس من مجموعة الواجهة في 1 أبريل 1995 مقابل 800 مليون دولار، و ZDI في 29 فبراير 1996. باعت سوفت بنك كومديكس إلى Key3Media، وهي فرع من زيف ديفيس، في عام 2001.
في التسعينيات، قام ماسايوشي سون بغزوات كبيرة في خدمات الإنترنت. في عام 1996، قامت شركة سوفت بنك بعمل مشروع مشترك مع شركة الإنترنت الأمريكية الصاعدة ياهو! اليابان، والتي ستصبح موقعًا مهيمنًا في البلاد.
في أكتوبر 1999، أصبحت سوفت بنك شركة قابضة. في عام 2000، قامت شركة سوفت بنك بأنجح استثمار لها على الإطلاق - 20 مليون دولار في مشروع إنترنت صيني ناشئ في ذلك الوقت يسمى علي بابا. تحول هذا الاستثمار إلى 60 مليار دولار عندما تم طرح علي بابا للاكتتاب العام في سبتمبر 2014.
في 28 كانون الثاني (يناير) 2005، أصبحت سوفت بنك مالكة فوكوكا سوفت بنك هوكس، وهو فريق نيبون بروفيشنال للبيسبول. في 17 مارس 2006، أعلنت سوفت بنك عن اتفاقها لشراء شركة فودافون اليابان، مما يمنحها حصة في سوق الهاتف المحمول الياباني البالغ 78 مليار دولار. في أبريل 2006، قاموا بشراء حصة 23% في بتفاير، وهي منصة مراهنات على الإنترنت. في أغسطس 2006، باعت سوفت بنك جميع أسهمها في مجموعة البنك المركزى الهندى إلى شركة تابعة لشركة البنك المركزى الهندى القابض، مما جعل البنك المركزى الهندى مستقل. في 1 أكتوبر 2006، غيرت شركة فودافون اليابان اسم الشركة واسم العلامة التجارية للهاتف المحمول واسم مجال الهاتف المحمول الخاص بها إلى سوفت بنك موبايل وسوفت بنك و mb.softbank.jp على التوالي.
في 28 يناير 2008، تم الإعلان عن تعاون سوفت بنك وتيفاني أند كومباني في صنع هاتف محمول محدود من 10 طرازات فقط. يحتوي هذا الهاتف المحمول على أكثر من 400 ماسة بلاتينية، بإجمالي أكثر من 20 قيراطًا. ويقال إن التكلفة تزيد عن 100.000.000 ين.

### عمليات الاستحواذ 2010-2016
في 3 فبراير 2010، استحوذت سوفت بنك على 13.7% في يوستريم مع خيار زيادة الأسهم إلى 30% بحلول يوليو 2011. في 1 أكتوبر 2010، أصبح أيومي هاماساكي المتحدث التجاري.
في 3 أكتوبر 2012، تم الإعلان عن الاستحواذ على منافس الوصول الإلكتروني وتم الانتهاء منه في يناير 2013. في 1 يوليو 2013، أعلنت سوفت بنك أن ويلكوم أصبحت شركة تابعة مملوكة بالكامل اعتبارًا من 1 يوليو 2013، بعد إنهاء إجراءات إعادة التأهيل. تم دمج الوصول الإلكتروني مع ويلكوم، مما أدى إلى إنشاء شركة فرعية وعلامة تجارية جديدة من ياهو! اليابان، شركة واي موبايل.
في 15 أكتوبر 2012، أعلنت سوفت بنك عن خطط للسيطرة على الأمريكية سبرينت نكستل من خلال شراء حصة 70% مقابل 20 مليار دولار. في 6 يوليو 2013، وافقت لجنة الاتصالات الفيدرالية الأمريكية على استحواذ سوفت بنك على شركة سبرينت مقابل 22.2 مليار دولار مقابل حصة ملكية بنسبة 78% في سبرينت. تضمنت عملية الاستحواذ دفع 17.2 مليار دولار نقدًا لمساهمي سبرينت، مع رصيد 5 مليارات دولار كمساهمة رأسمالية. تم تمويل الصفقة نقدا وقرض تجسيري من مجموعة من البنوك. في 6 أغسطس 2013، اشترت سوفت بنك %2 أكثر من أسهم شركة سبرينت، مما زاد من حصتها في الشركة إلى 80%.
في أكتوبر 2013، استحوذت سوفت بنك على 51% من شركة سوبر سل مقابل 2.1 مليار دولار. في وقت لاحق في 25 أكتوبر 2014، استثمروا 210 مليون دولار في أولاكابس 627 مليون دولار في سنابديل بحصة 30% في الشركة في 28 أكتوبر 2014، واستثمار 100 مليون دولار في Housing.com بحصة 30% في الشركة في نوفمبر 2014.
في عام 2013، اشترت الشركة حصة مسيطرة في شركة الروبوتات الدبران الفرنسية، والتي تم تغيير علامتها التجارية الروبوتات سوفت بنك. في عام 2014، شاركت فرق من الشركتين في تصميم بيبير، وهو روبوت بشري. في عام 2015، زادت سوفت بنك حصتها إلى 95% من الروبوتات الدبران.
في عام 2015، استحوذت سوفت بنك على دراما فيفر. في مايو 2015، قال ماسايوشي سون إنه سيعين نيكيش أرورا، المدير التنفيذي السابق لشركة جوجل، كمدير تمثيلي ورئيس سوفت بنك. كان أرورا يترأس الذراع الاستثمارية لشركة سوفت بنك. كان أرورا يترأس الذراع الاستثمارية لشركة سوفت بنك. في يونيو 2015، أعلنت سوفت بنك أنها ستستثمر مليار دولار أمريكي في موقع التجارة الإلكترونية الكوري كوبانج كجزء من خططها للتوسع في الخارج.
في يوليو 2015، أعلنت سوفت بنك عن إعادة تسمية الشركة من سوفت بنك كورب.لشركة مجموعة سوفت بنك. وفي الوقت نفسه، تمت إعادة تسمية سوفت بنك موبايل إلى سوفت بنك كروب، الاسم السابق للشركة ككل. في 16 فبراير 2016، أعلنت سوفت بنك أنها ستعيد شراء 14.2% من الأسهم، بقيمة 4.4 مليار دولار، لتعزيز ثقة المستثمرين. في 31 مارس 2016، أعلنوا أنهم سيبيعون أسهمًا بقيمة 7.9 مليار دولار من حصتهم في مجموعة علي بابا. في 21 يونيو 2016، باعت سوفت بنك حصتها البالغة 84% في سوبر سل مقابل 7.3 مليار دولار أمريكي إلى تينسنت. في 3 يونيو 2016، وافقت سوفت بنك على بيع معظم حصتها في غونغهو الترفيه عبر الإنترنت (حوالي 23.47%) مقابل 685 مليون دولار، الأمر الذي سينهي ملكية سوفت بنك للأغلبية للشركة، مما أدى إلى توقف غونغهو عن كونه شريكًا لسوفت بنك. تم قبول العرض من قبل غونغهو وتم الانتهاء منه بحلول 22 يونيو، مما سمح لشركة غونغهو بأن تصبح شركة مستقلة.
في يونيو 2016، استقال نيكش أرورا من منصب رئيس لسوفت بنك وسط ضغوط من المستثمرين. تدخل عضو مجلس الإدارة رون فيشر ومؤسس باير كابيتال بارتنرز ألوك سما لإدارة واجبات الاستثمار الخارجية لشركة أرورا. بعد شهر واحد فقط، أعلن ماسايوشي سون عن أكبر صفقة للشركة على الإطلاق لشراء مصمم الرقائق البريطاني إيه.آر.إم القابضة بأكثر من 32 مليار دولار أمريكي. تم الانتهاء من هذا الاستحواذ في 5 سبتمبر 2016.
في 6 ديسمبر 2016، بعد الاجتماع مع الرئيس الأمريكي المنتخب السابق دونالد ترامب، أعلن الرئيس التنفيذي ماسايوشي سون أن سوفت بنك ستستثمر 50 مليار دولار أمريكي في الولايات المتحدة من أجل الشركات التي تخلق 50 ألف وظيفة جديدة في الولايات المتحدة.

### 2017–2018

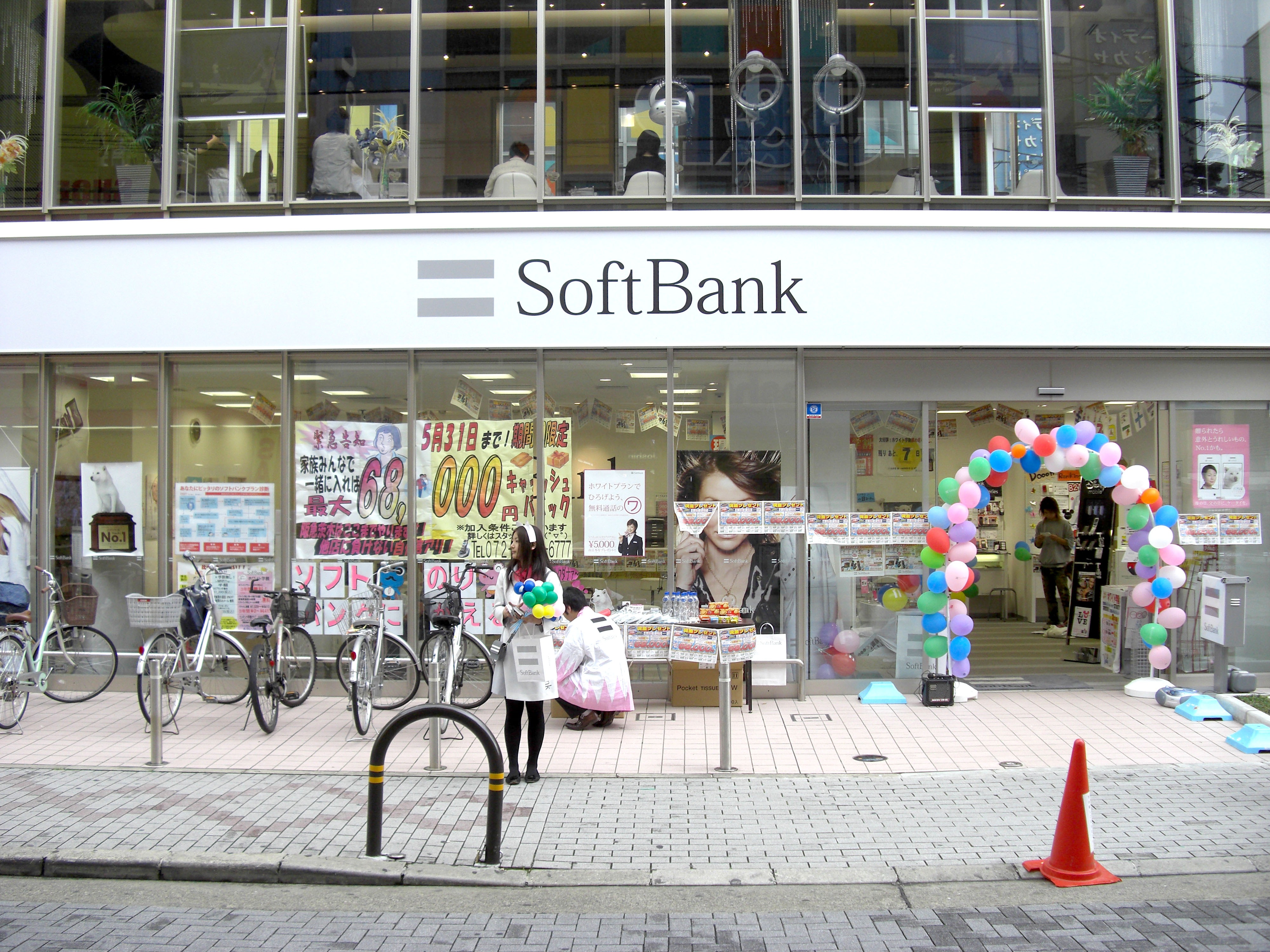
متجر سوفت بنك في إيباراكي، أوساكا، اليابان

في 30 يناير 2017، كتبت صحيفة وول ستريت جورنال أن مجموعة سوفت بنك كانت «تزن استثمارًا يزيد عن مليار دولار في شركة المساحات المكتبية المشتركة وي وورك، في ما يمكن أن يكون من بين الصفقات الأولى من صندوق التكنولوجيا الجديد بقيمة 100 مليار دولار.» في 20 مارس، اشترت سوفت بنك حصة قدرها 300 مليون دولار في وي وورك. في 14 فبراير 2017، وافقت مجموعة سوفت بنك على شراء مجموعة استثمار القلعة مقابل 3.3 مليار دولار. في فبراير 2017، أُعلنت شركة التمويل الاجتماعي أنها كانت على وشك جمع 500 مليون دولار من مجموعة مستثمرين بقيادة سيلفر ليك، بما في ذلك سوفت بانك أيضًا. في 28 مارس 2017، ذكرت صحيفة وول ستريت جورنال أن شركة مجموعة سوفت بنك قد اتصلت بشركة ديدي تشوكسينج تكنولوجي. بشأن استثمار 6 مليارات دولار لمساعدة شركة تأجير السيارات على التوسع في تقنيات السيارات ذاتية القيادة، مع توفير الجزء الأكبر من الأموال من شركة سوفت بنك. صندوق رؤية بقيمة 100 مليار دولار.

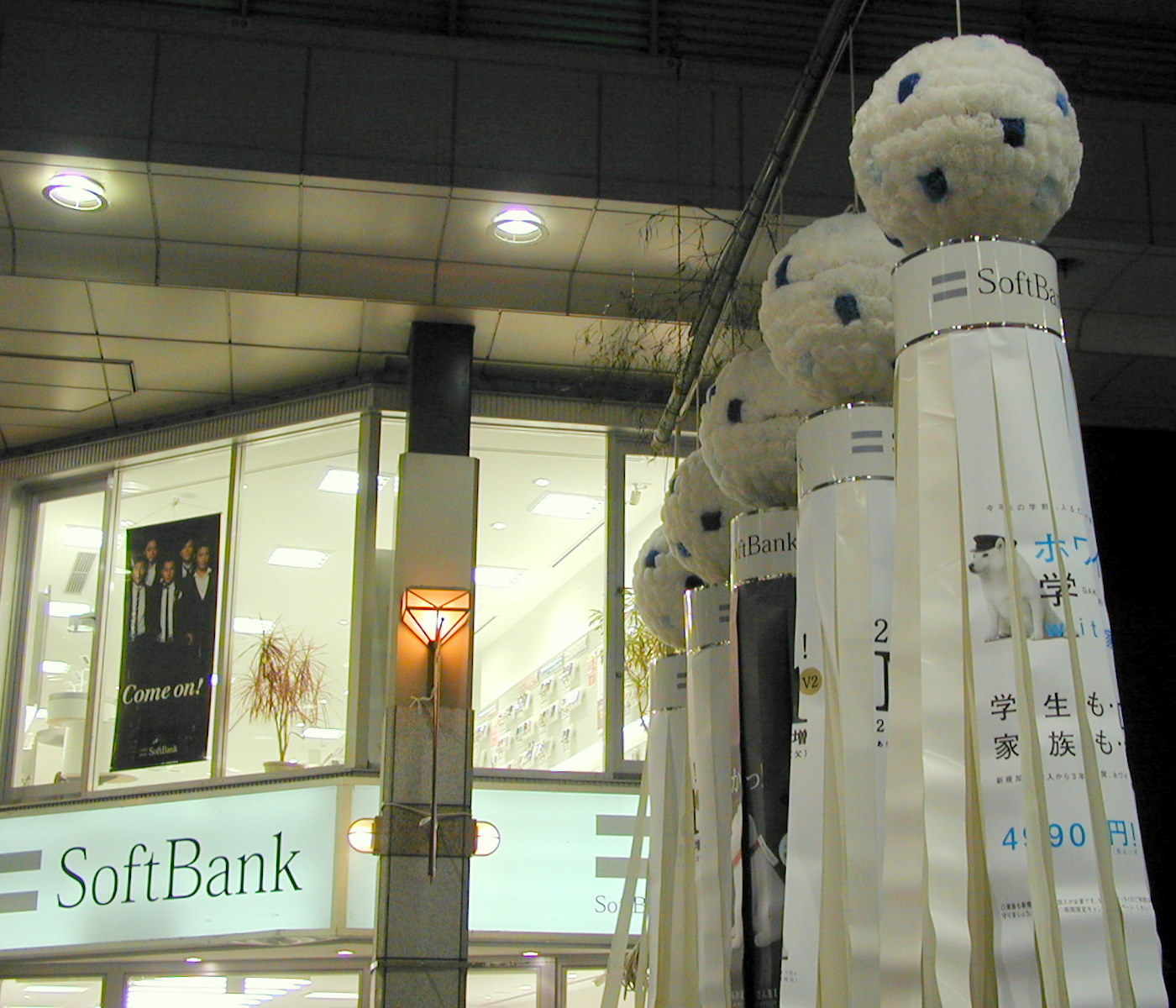
متجر سوفت بنك في سينداي، بزخارف تاناباتا

في 18 مايو 2017، أفيد أن سوفت بنك أكملت أكبر استثمار فردي لها في الهند حتى الآن، حيث استثمرت 1.4 مليار دولار في باي تي إم للمدفوعات. في ذلك الوقت، كانت شركة سوفت بنك تعمل أيضًا على الاستحواذ على سنابديل فليبكارت. في 10 أغسطس 2017، استثمرت سوفت بنك 2.5 مليار دولار في فليبكارت.
في 27 مايو 2017، اشتركت سوفت بنك وصندوق الاستثمارات العامة في المملكة العربية السعودية، صندوق الثروة السيادي الرئيسي في المملكة، في إنشاء صندوق سوفت بنك
فيجن، وهو أكبر صندوق أسهم خاصة في العالم برأسمال 93 مليار دولار. ساهمت مجموعة سوفت بانك بمبلغ 28 مليار دولار في صندوق الاستثمار، منها 8.2 مليار دولار ستأتي من بيع ما يقرب من 25% من أسهم شركة آرم القابضة البريطانية متعددة الجنسيات. المملكة العربية السعودية هي المستثمر الرئيسي في الصندوق: سيضخ صندوق الاستثمارات العامة 45 مليار دولار في صندوق رؤية على مدى 5 سنوات، ليصبح أكبر مستثمر من حيث الحجم. ومن بين المستثمرين الآخرين أبل وكوالكوم وإيه.آر.إم القابضة وفوكسكون وشارب ولاري إليسون وشركة مبادلة للاستثمار. سوف يستثمر الأخير 15 مليار دولار في الصندوق، ويستهدف الذكاء الاصطناعي والبنية التحتية للاتصالات والتكنولوجيا المالية وإنترنت المستهلك والحوسبة المتنقلة والروبوتات. من خلال صندوق رؤية سوفت بنك، أوضح الرئيس التنفيذي ماسايوشي سون عزمه على الاستثمار في جميع الشركات التي تطور التقنيات بما يتماشى مع اتجاهات الذكاء الاصطناعي العالمية، بما في ذلك قطاعات مختلفة مثل التمويل أو النقل. في يوليو 2019، أعلنت سوفت بنك عن إنشاء «صندوق الرؤية 2»، باستثناء المشاركة من حكومة المملكة العربية السعودية، بما في ذلك المستثمرين أبل وفوكسكون ومايكروسوفت وغيرها. يُذكر أن الصندوق يركز على التكنولوجيا القائمة على الذكاء الاصطناعي ويصل إلى استثمار يقارب 108 مليار دولار، منها 38 مليار دولار ستكون ملكًا له. ومع ذلك، في فبراير 2020، ذكر تقرير من وول ستريت جورنال أن الصندوق لن يغلق 108 مليارات دولار المستهدفة، وسينتهي به الأمر بأقل من نصف رأس المال هذا.
في 8 يونيو 2017، أعلنت شركة ألفابت عن بيع بوسطن ديناميكس (شركات الروبوتات التي تشمل منتجاتها بيج دوج) إلى مجموعة سوفت بنك مقابل مبلغ لم يكشف عنه. في 25 أغسطس 2017، أنهت سوفت بنك استثمارًا بقيمة 4.4 مليار دولار في وي وورك. في 24 أكتوبر 2017، أعلن ماسايوشي سون، الرئيس التنفيذي لمجموعة سوفت بنك، أن المجموعة ستتعاون مع المملكة العربية السعودية لتطوير نيوم، المدينة الصناعية والتجارية الجديدة ذات التقنية العالية في المملكة العربية السعودية. في 14 نوفمبر 2017، وافقت سوفت بنك على استثمار 10 مليارات دولار في أوبر. في 29 ديسمبر 2017، تم الإبلاغ عن قيام تحالف من المستثمرين بقيادة سوفت بنك بتأمين استثمار بقيمة 9 مليارات دولار في أوبر. الصفقة، التي ستغلق في يناير 2018، ستجعل سوفت بنك أكبر مساهم في أوبر، بحصة 15 بالمائة. تم تأمين الصفقة بعد أن صوت مساهمو أوبر على «بيع أسهمهم إلى التكتل الياباني بسعر مخفض». بالإضافة إلى سوفت بنك، شمل أعضاء الكونسورتيوم دراغونير وتينسنت و TPG وسيكويا.
في 14 يناير 2018، أعلن صندوق رؤية سوفت بنك عن استثمار 560 مليون دولار في بوابة مبيعات السيارات المستعملة الألمانية Auto1. في 1 مارس 2018، قاد صندوق رؤية سوفت بنك استثمارًا بقيمة 535 مليون دولار في دور داش. في مايو 2018، كشف الرئيس التنفيذي ماسايوشي سون خلال عرض للأرباح أن وول مارت توصل إلى صفقة لشراء فليبكارت. في 27 سبتمبر 2018، أعلنت شركة سوفت بنك عن استثمار 400 مليون دولار في شركة بدء التشغيل الباب المفتوح لبيع المنازل.
في سبتمبر 2018، أعلن مسؤولون حكوميون سعوديون أنه سيتم تعليق مشروع مخطط بقيمة 200 مليار دولار مع مجموعة سوفت بنك لبناء أكبر مشروع لتوليد الطاقة الشمسية في العالم. في نوفمبر 2018، أعلنت شركة سوفت بنك أنها ستقوم بطرح عام أولي بتكلفة 13.22 دولار (أي 1500 ين). كان عرض الأسهم سيستمر لمدة شهر. فيما يتعلق بعدد الأسهم، ستصل القيمة الإجمالية لسوفت بنك إلى 21.15 مليار دولار، وهو ما سيكون ثاني أكبر طرح عام أولي على الإطلاق.

### 2019–2021
في 25 سبتمبر 2019، أطلقت شركة سوفت بنك روبوتيكس الأزيز في سنغافورة.
في سبتمبر 2019، تم إلغاء الاكتتاب العام لشركة وي وورك.
في كانون الأول (ديسمبر) 2019، باعت سوفت بنك حصتها في شركة واج الناشئة التي تعمل على نزول الكلاب في حيرة. ترك تاداشي ياناي، الرئيس التنفيذي لشركة البيع بالتجزئة السريع وأغنى رجل في اليابان في ذلك الوقت، مجلس الإدارة بعد 18 عامًا.
في يناير 2020، بدأت العديد من الشركات الناشئة الممولة من سوفت بنك في تقليص موظفيها، مثل جيت راوند وأويو ورابي وكاتيرا وزومي. في فبراير 2020، اشترت شركة إدارة إليوت، وهي صندوق تحوط ناشط، حصة بقيمة 2.5 مليار دولار في سوفت بنك ودفعت لإعادة الهيكلة والمزيد من الشفافية، خاصة فيما يتعلق بصندوق صندوق الرؤية الخاص بها. وبالتالي، تم تأجيل خطط إنشاء صندوق رؤية ثان لاستعادة ثقة المستثمرين.
في نوفمبر 2019، تم الإعلان عن أن لاين وزي القابضة ستكونان تحت شركة تابعة جديدة تابعة لشركة نافير ومجموعة سوفت بنك، والتي سيتم الانتهاء منها في أكتوبر 2020.
في آذار (مارس) 2020، أعلنت سوفت بنك أنها بصدد إطلاق بيع أصول طارئ بقيمة 4.5 تريليون ين (41 مليار دولار) لتمويل إعادة شراء الأسهم وخفض الديون. بدأ الجهد من قبل سون من أجل وقف الانهيار في سعر سهم الشركة بسبب جائحة كوفيد-19، «سيكون هذا البرنامج أكبر إعادة شراء للأسهم وسيؤدي إلى أكبر زيادة في الرصيد النقدي في تاريخ [مجموعة سوفت بنك]، مما يعكس الثقة الراسخة التي نتمتع بها في أعمالنا». بعد الكشف عن البرنامج، ارتفعت الأسهم في سوفت بنك بنسبة 19 بالمائة تقريبًا. يتضمن البرنامج نفسه خطة لإعادة شراء 2 تريليون ين من أسهمه بالإضافة إلى إعادة شراء 500 مليار ين التي وعدت بها قبل 10 أيام. مجتمعة، سوف تقوم سوفت بنك بإعادة شراء 45 في المائة من أسهمها.
في 1 أبريل 2020، أكملت سبرينت الاندماج مع تي موبايل الولايات المتحدة، التي كانت مملوكة في الأغلب لشركة دويتشه تيليكوم، مما جعل تي موبايل الشركة الأم لسبرينت حتى يتم التخلص التدريجي من علامة سبرينت التجارية في 2 أغسطس 2020. أدى الاندماج أيضًا إلى امتلاك سوفت بنك لـ24% من أسهم تي موبايل الجديدة، في حين أن 43% من الأسهم مملوكة للشركة الأم، دويتشه تليكوم. وسيتولى المساهمون العموميين نسبة 33% المتبقية. في مايو 2020، استقال المؤسس المشارك لعلي بابا والرئيس التنفيذي السابق جاك ما من مجلس إدارة سوفت بنك.
في يوليو 2020، أعلنت شركة سوفت بنك أنها تفكر في بيع أو الاكتتاب العام لمصمم الرقائق البريطاني آرم هولدينج. في سبتمبر 2020، أفيد أن الشركة ستبيع آرم هولدينج لشركة التكنولوجيا الأمريكية إنفيديا مقابل 40 مليار دولار. في الربع الثاني من عام 2020، حققت الشركة عائدات بلغت 12 مليار دولار. كما أعلنت الشركة أنها ستقوم بترتيب صندوق جديد بقيمة 555 مليون دولار. سيتم استخدام الصندوق للاستثمار في شركات مختلفة بما في ذلك أمازون وأبل وفيسبوك.
في سبتمبر 2020، قاد صندوق رؤية سوفت بنك 2 مبلغ 100 مليون دولار من السلسلة سي في بيوفورميس. أيضًا في سبتمبر 2020، تم تحديد سوفت بنك على أنها حوت ناسداك حيث اشترت خيارات أسهم بقيمة المليارات، وراهنت على أسعار أعلى لأكبر شركات التكنولوجيا. في ذلك الشهر، باعت سوفت بنك أيضًا شركة شركة برايت ستار إلى برايت ستار كابيتال بارتنرز.
أعلنت شركة التكنولوجيا الأمريكية إنفيديا عن خطط في 13 سبتمبر 2020 للاستحواذ على إيه.آر.إم القابضة من سوفت بنك، في انتظار الموافقة التنظيمية، بقيمة 40 مليار دولار أمريكي من الأسهم والنقد، والتي ستكون أكبر عملية شراء لأشباه الموصلات حتى الآن. سوف تحتفظ مجموعة سوفت بنك بنسبة 10% في الشركة بينما تحتفظ إيه.آر.إم بمقرها الرئيسي في كامبريدج. في سبتمبر 2020، باعت سوفت بنك شركة برايت ستار إلى برايت ستار كابيتال بارتنرز مقابل مبلغ لم يكشف عنه.
في ديسمبر 2020، استحوذت مجموعة هيونداي موتور على حصة 80% في بوسطن ديناميكس من سوفت بنك مقابل 880 مليون دولار تقريبًا. تحتفظ سوفت بنك بحوالي 20% من خلال شركة تابعة.
في يناير 2021، باعت سوفت بنك ملياري دولار في أسهم تقنيات أوبر من خلال شركة اس بي كايمان التابعة.

## حوكمة الشركات
اعتبارًا من 30 سبتمبر 2020، أصبحت ملكية سوفت بنك كما يلي:
- ماسايوشي سون (21.25%)
- ماستر ترست بنك اليابان صناديق الاستثمار (10.25%)
- صناديق الاستثمار الرئيسية لبنك خدمات الأمناء الياباني (5.87%)
- جي بي مورجان تشيس (7.45%)
- سيتي بنك (1.4%)
- فانغارد للاستثمار (2.19%)
- شركات كابيتال جروب (2.4%)
- بيلي جيفورد (1.36%)

## وحدات العمل
يتضمن ملف تعريف شركة سوفت بنك العديد من الشركات الأخرى مثل شركة النطاق العريض اليابانية سوفت بنك بي بي، وشركة مركز البيانات IDC فرونتير، وشركة الألعاب غونغهو الترفيه عبر الإنترنت، وشركة النشر SB الإبداعية. مجموعة مبتكر الأعمال الاستراتيجية هي شركة خدمات مالية يابانية بدأت في 1999، كفرع من سوفت بنك. شركة واي موبايل هي شركة اتصالات أخرى تابعة لشركة سوفت بنك، تأسست عام 2014. في عام 2010، أسست سوفت بنك شركة تخطيط المدينة اللاسلكي، وهي شركة تابعة ستشهد تطوير شبكات تطور طويل الأمد في جميع أنحاء اليابان. تقوم سوفت بنك أيضًا بتشغيل سوفت بنك كابيتال، وهي شركة رأس مال مخاطر مقرها الولايات المتحدة. كان معرض كومديكس في الولايات المتحدة مملوكًا لشركة سوفت بنك من 1995 إلى 2001. منذ عام 2005، تمتلك سوفت بنك أيضًا فريق البيسبول المحترف فوكوكا سوفت بنك هوكس. تعمل سوفت بنك أيضًا في صناعة الطاقة البيئية من خلال فرع SB الطاقة التابع لها.
بالإضافة إلى ذلك، لديها شراكات مختلفة في الشركات اليابانية التابعة لشركات أجنبية مثل ياهو! (والذي نتج عنه ياهو! اليابان) والتجارة الإلكترونية وإي إف التعليم أولًا ومورنينج ستار. كما تمتلك حصصًا في مجموعة علي بابا وشركة سبرينت.
تشمل المقتنيات الأخرى شركة سوفت بنك كورب (ja)، صندوق رؤية سوفتبانك (ja)، حيازات الذراع، مجموعة فورترس للاستثمار، بوسطن ديناميكس، تي موبايل الولايات المتحدة (24%)، علي بابا (29.5%)، ياهو اليابان (48.17%)، برايت ستار (87.1%)، أوبر (15%)، ديدي تشوكسينج (حوالي 20%)، علا (حوالي 30%)، رينرين (42.9%)، InMobi (45%)، ارتفاع (25.8%)، سنابديل (حوالي 30%)، المتعصبون (حوالي 22%)، عوالم غير محتملة (حوالي 50%)، Paytm (حوالي 20%)، أويو (42%)، بينج أن للتأمين (7.41%)، سلاك تكنولوجيز (حوالي 5%)، وي وورك (حوالي 80%)، تشونغان على الإنترنت P&C التأمين (5%)، بوصلة (حوالي 22%)، مجموعة AUTO1 (حوالي 20%)، واج (45%)، كاتيرا (حوالي 28%)، أتمتة الرحلات البحرية (حوالي 19.6%)، بارك جوكي، توكوبيديا (إندونيسيا)، والعديد من الشركات.

## سوفت بنك كورب
سوفت بنك كورب (ソフトバンク株式会社 Sofutobanku Kabushikigaisha) هي شركة اتصالات تابعة لشركة سوفت بنك، تقدم خدمات الهاتف المحمول والخط الثابت. كان يطلق عليها سابقًا سوفت بنك موبايل حتى يوليو 2015، مع اندماج مجموعة سوفت بنك بي بي كورب. وشركة سوفت بنك تيليكوم. وشركة واي موبايل لتعكس
وضعها الجديد في توفير عمليات الخطوط الثابتة وخدمات مزود خدمة الإنترنت.

### J-الهاتف

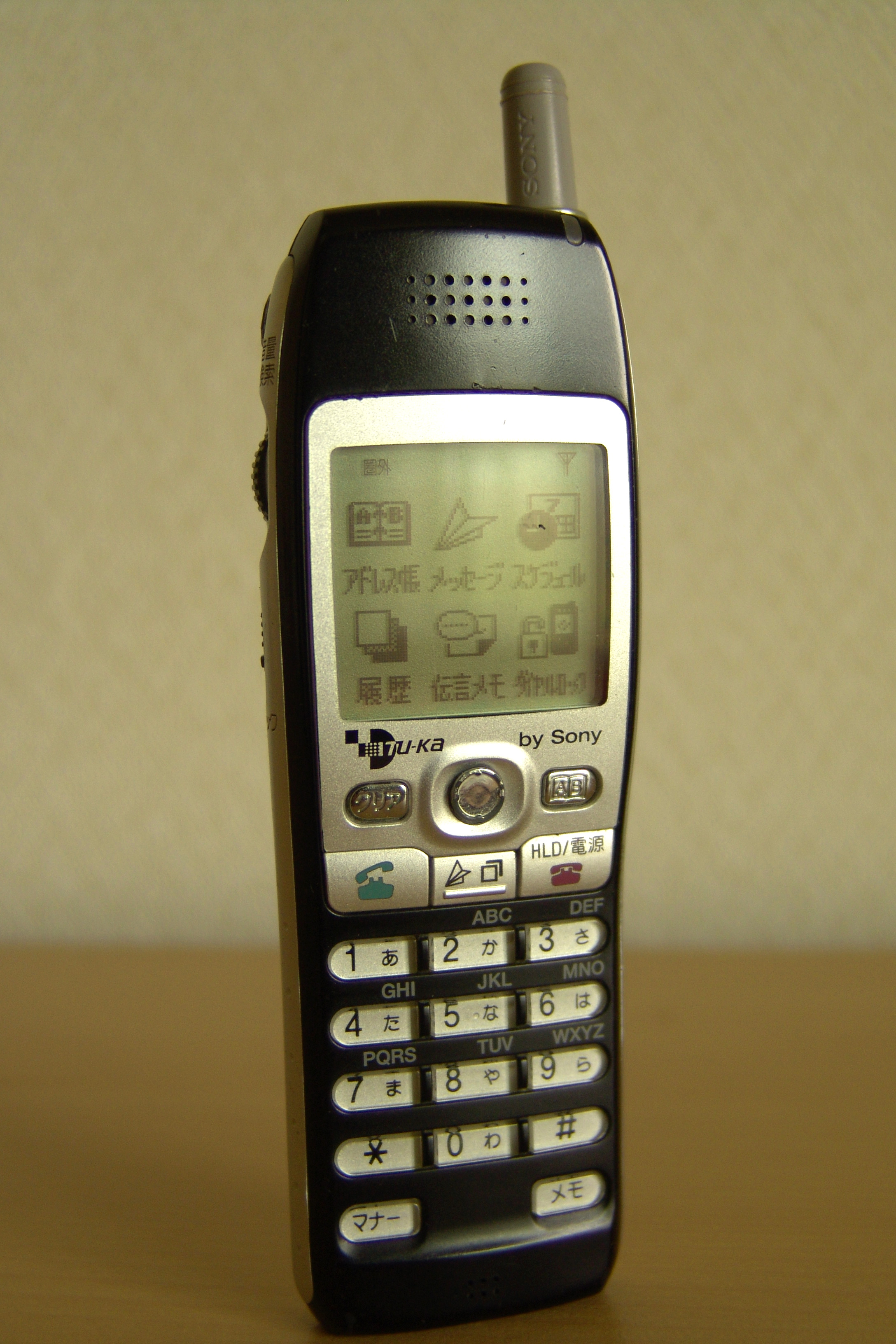
هاتف خلوي سوني TH291 لمشغل رقمي Tu-Ka

تعود جذور ذراع الاتصالات المتنقلة لسوفت بنك إلى تشكيل شركة اليابان للاتصالات في عام 1984. تم تشكيل قسم الهاتف المحمول في مجموعة الهاتف الرقمي (デ ジ タ ル ホ ン ،DPG ، ثلاث شركات محلية) في عام 1994، وشركة J-PHONE Co، Ltd. (J- フ ォ ン) في عام 1999 من خلال دمج DGP مع مجموعة TU-KA الرقمية (DTG، ست شركات محلية، لا ينبغي الخلط بينها وبين TU-KA). تمتلك شركة اليابان للاتصالات 45.1%.
نمت J-الهاتف بشكل مطرد لعقد من الزمن من خلال تقديم خدمات وتحسينات جديدة باستمرار مثل سكاي ووكر لشركة السهام المحترفة وتنزيل نغمة سكاي ميلودي وبريد صور شا ميل الشهير الذي تم تقديمه على أساس هواتف الكاميرا التي طورتها شارب، خدمة بيانات الوسائط المتعددة المحمولة J- تم تصميم سكاي على غرار آي مود الخاص بإن تي تي دوكومو، وخدمات جافا المتقدمة القائمة على مجموعة سوفت بنك، على غرار تطبيق آي أبلي المستند إلى إن تي تي دوكومو دوج.

### فودافون

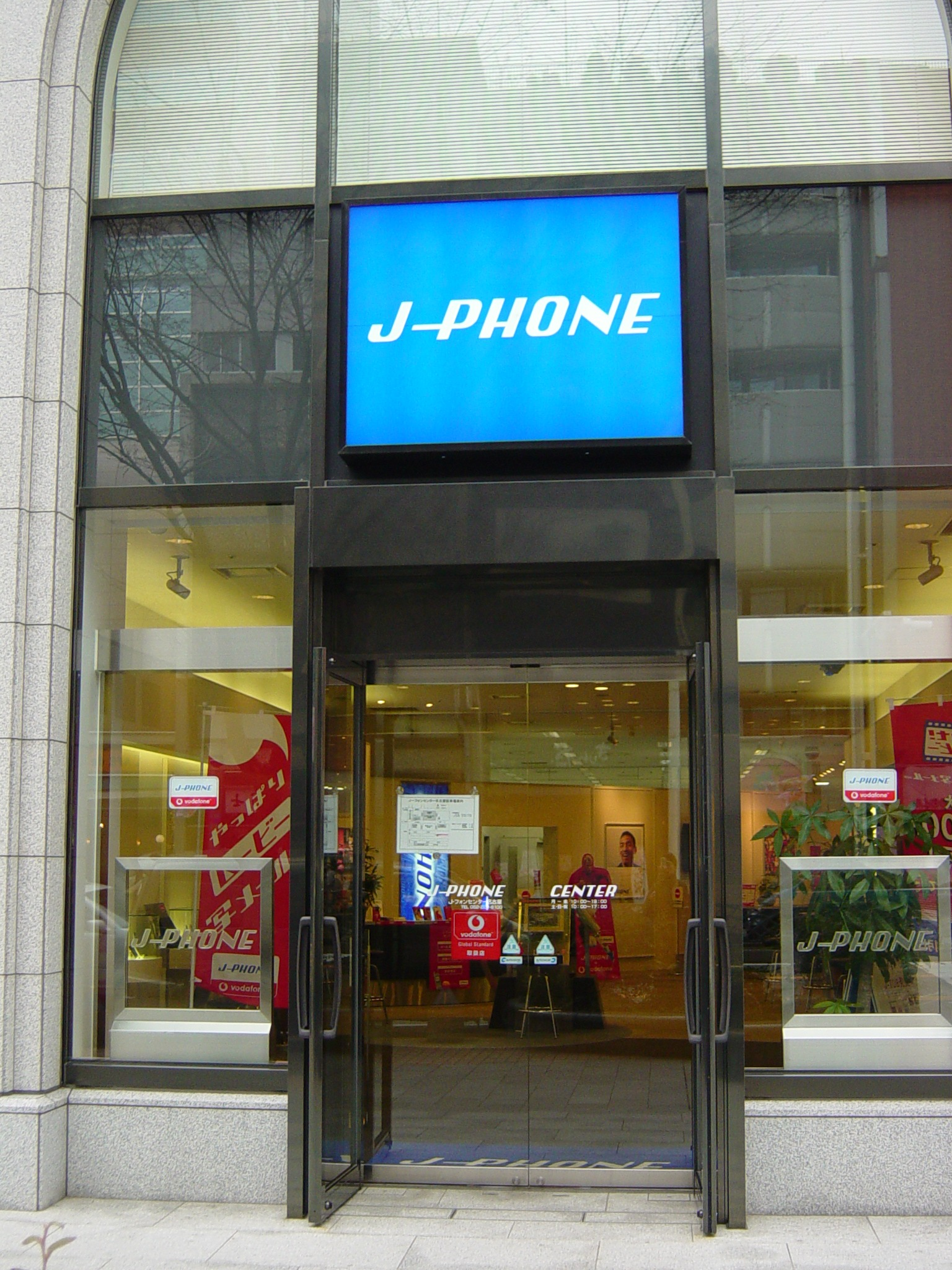
متجر J- هاتف في ناغويا عام 2003

في أكتوبر 2001، زادت مجموعة الهاتف المحمول البريطانية فودافون حصتها إلى 66.7% من شركة اليابان للاتصالات و69.7% من J-الهاتف. في 1 أكتوبر 2003، تم تغيير اسم الشركة وعلامة الخدمة رسميًا إلى فودافون، مع القسم المسمى فودافون كابوشيكي غيشا. أو فودافون اليابان. يعود نمو ونجاح الشركة خلال هذه الفترة في جزء كبير منه إلى الرئيس آنذاك بيل مورو.
ومع ذلك، في يناير 2005، خسرت شركة فودافون اليابان 58.700 عميل وفي فبراير 2005 خسرت 53.200 عميل، بينما اكتسب المنافسون إن تي تي دوكومو 184.400 عميل، وزاد AU من KDDI 163.700، وويلكوم كسب 35000. واعتبارًا من فبراير 2005، اجتذبت خدمة الوصول الحر للوسائط المتعددة المتنقلة الجيل الثالث التابعة لشركة دوكومو 10 ملايين مشترك واجتذبت خدمة الجيل الثالث من KDDI أكثر من 17 مليون مشترك، بينما اجتذبت خدمة فودافون الجيل الثالث فقط 527.300 مشترك. في نهاية فبراير 2005، كان لدى فودافون اليابان 15.1 مليون عميل، وبحلول نهاية أكتوبر 2005، انخفض عدد المشتركين بمقدار 103.100 إلى 14.996 مليون، بينما اكتسبت إن تي تي دوكومو خلال نفس الفترة 1.65 مليون عميل وحصلت شركة KDDI / AU اكتسبت 1.82 مليون عميل. في نهاية أكتوبر 2005، كان لدى إن تي تي دوكومو 17.6 مليون عميل الجيل الثالث، وكان لدى KDDI / AU 19.8 مليون عميل الجيل الثالث، وفودافون اليابان 1.9 مليون عميل الجيل الثالث، أي اكتسبت شركة فودافون اليابان حوالي 4.8% من سوق الجيل الثالث في اليابان.
غيرت فودافون اسم خدمات بيانات الوسائط المتعددة الخاصة بها من جي سكاي إلى فودافون لايف!، واستخدمت مبادئ جي سكاي وتقنياتها ونماذج الأعمال لتقديم خدمة فودافون لايف المستندة إلى بروتوكول التطبيقات اللاسلكية! في أسواق فودافون الأخرى. في نهاية فبراير 2005، فودافون مباشر! كان لديها 12.907 مليون مشترك في اليابان. . بنهاية شهر أكتوبر 2005 عدد فودافون مباشر! وانخفض عدد المشتركين بمقدار 138 ألف مشترك إلى 12769600 مشترك.
في مارس 2006، بدأت فودافون مناقشة بيع وحدة فودافون اليابان إلى سوفت بنك. لم تتمكن فودافون من إرضاء العملاء، حيث يميل المستخدمون اليابانيون إلى الحصول على تفضيلات لم تظهر في الأسواق الأخرى. تحتوي الأجهزة على واجهات مستخدم تختلف كثيرًا عن الواجهة اليابانية ولا تحتوي على العديد من الميزات مثل الشركات المنافسة. أدى ذلك إلى خسارة المزيد من العملاء وقرار فودافون بأن السوق لم يعد مربحًا.

### سوفت بنك موبايل

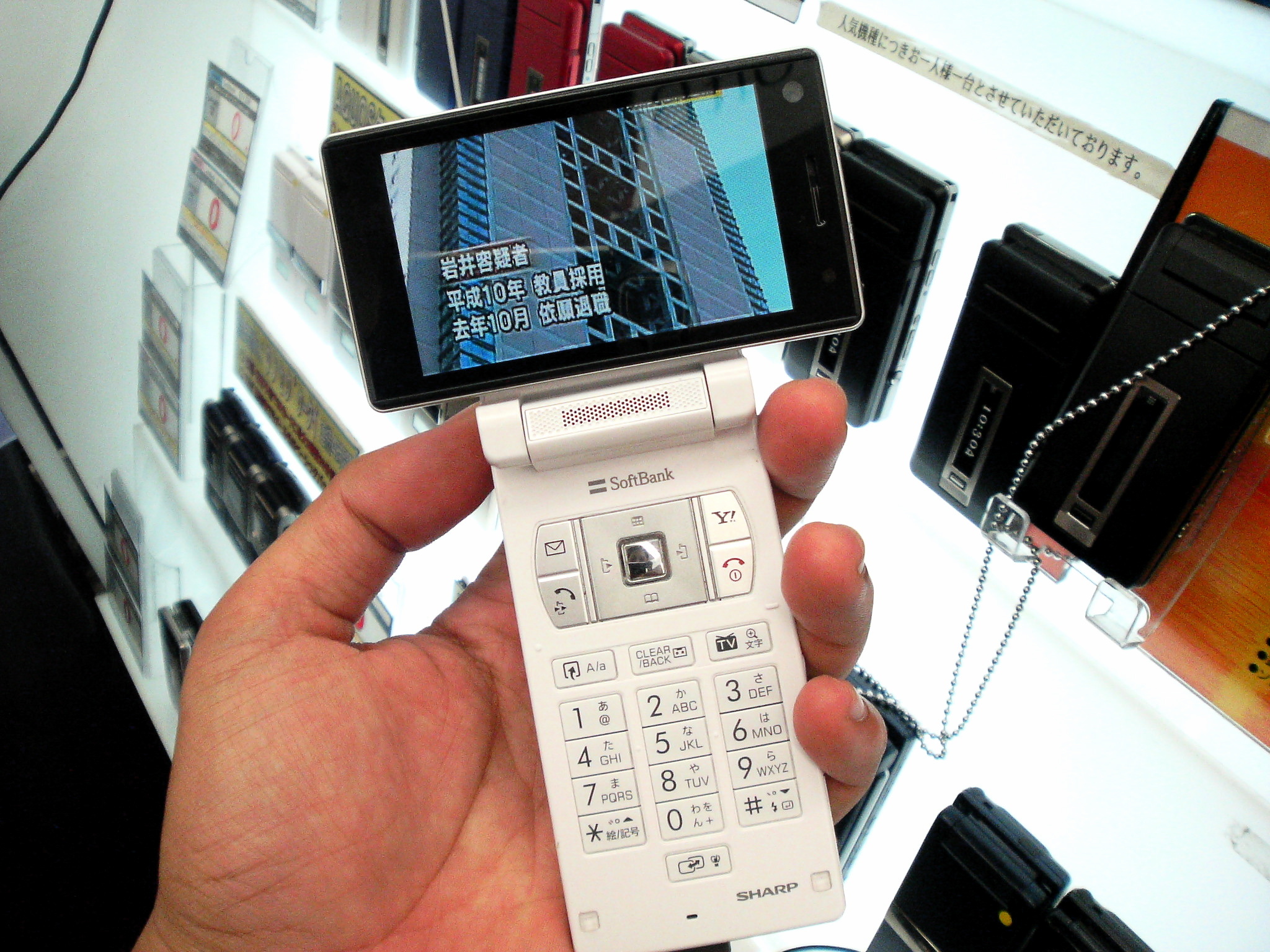
بث تلفزيوني على هاتف 2007 شارب على سوفت بنك

في 17 مارس 2006، أعلنت مجموعة فودافون أنها وافقت على بيع حصتها من فودافون اليابان (فودافون كيه كيه) إلى سوفت بنك مقابل حوالي 1.75 تريليون ين ياباني (حوالي 15.1 مليار دولار أمريكي). في 14 أبريل 2006، قامت سوفت بنك وفودافون كي كي. أعلنوا معًا، أنه سيتم تغيير اسم الشركة إلى اسم وعلامة تجارية «جديدة وسهلة الفهم ومألوفة». أُعلن في مؤتمر صحفي في 18 مايو 2006، أن الاسم الجديد سيكون «سوفت بنك موبايل كورب»، اعتبارًا من 1 أكتوبر 2006. وبدأت سوفت بنك في تغيير علامتها التجارية في حوالي 14 يونيو 2006.
في 4 يونيو 2008، أعلنت سوفت بنك موبايل عن شراكتها مع أيللوجلبت آيفون (الجيل الثالث) إلى اليابان في وقت لاحق في عام 2008. كانت سوفت بنك موبايل هي الناقل الرسمي الوحيد لجهاز آيفون في اليابان حتى إصدار آيفون 4 إس في عام 2011 عندما أصبح متاحًا على au بواسطة KDDI أيضًا.

### تقنية
تشغل شبكة الهاتف المحمول لشركة سوفت بنك كروب شبكة W-CDMA (نظام الاتصالات المتنقلة العام الجيل الثالث) («سوفت بنك الجيل الثالث»). تتوافق شبكة الجيل الثالث من سوفت بنك مع نظام الاتصالات المتنقلة العام وتدعم التجوال العالمي الشفاف لمشتركي نظام الاتصالات المتنقلة العام الحاليين من البلدان الأخرى. يستخدم سوفت بنك4G TD-
LTE / LTE. تقدم سوفت بنك سرعات الجيل الرابع تزيد عن 110 ميجابت / ثانية. تتوفر مواقع سوفت بنك واي فاي في كل مكان تقريبًا في اليابان.

### الجدول الزمني

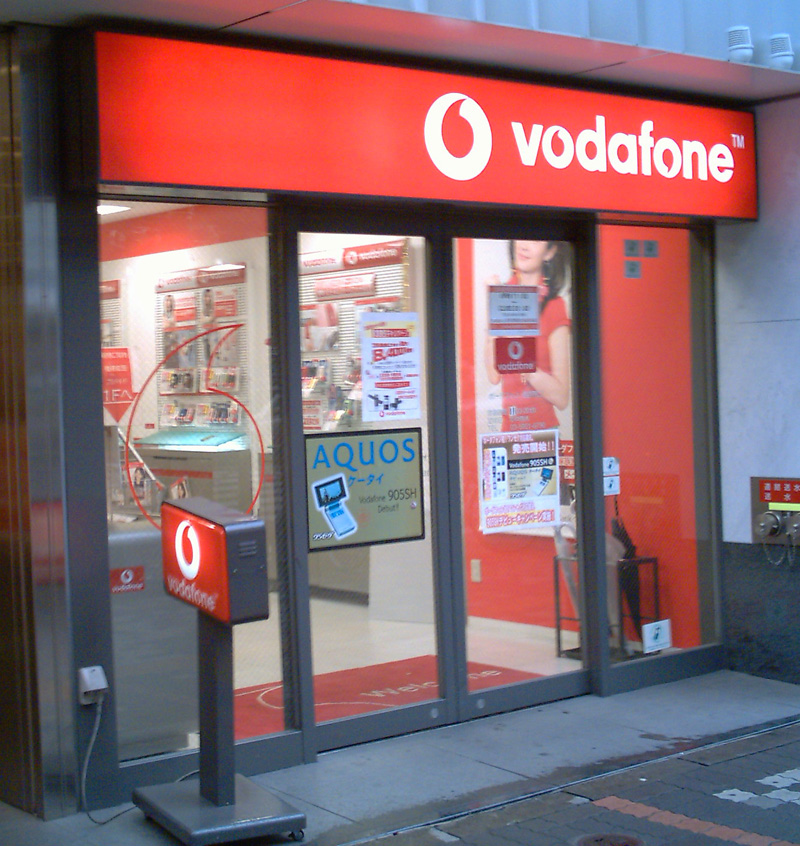
متجر فودافون في إكيبوكورو بطوكيو

- متجر فودافون في إكيبوكورو بطوكيو1981: تم تأسيس شركة سوفت بنك كروب (حاليًا مجموعة سوفت بنك كروب) في اليابان (يومبانتشو، شيودا كو، طوكيو). بدأت عملياتها كموزع للبرامج المعبأة.
- 1984: تأسست شركة شركة اليابان للاتصالات.
- 1986: أطلقت شركة اليابان للاتصالات خدمات الدوائر المؤجرة.
- 1986: إنشاء اتصالات السكك الحديدية.
- 1989: دمج اتصالات السكك الحديدية مع شركة اليابان للاتصالات.
- 1991: تم إنشاء هاتف طوكيو الرقمي.
- 1994: بدأ J- الهاتف الخدمة الخلوية شركة السهام المحترفة في النطاق الترددي 1.5 جيجاهرتز وعرض النطاق الترددي 10 ميجاهرتز.
- 1997: أطلقت J- الهاتف خدمة الرسالة القصيرة سكاي ووكر التي صممها الديسكون وإريكسون لشركة السهام المحترفة.
- 1998: أطلقت J- الهاتف خدمة تنزيل النغمات سكاي ميلودي.برج خلوي متحرك سوفت بنك في ناكاتسوجاوا، جيفو

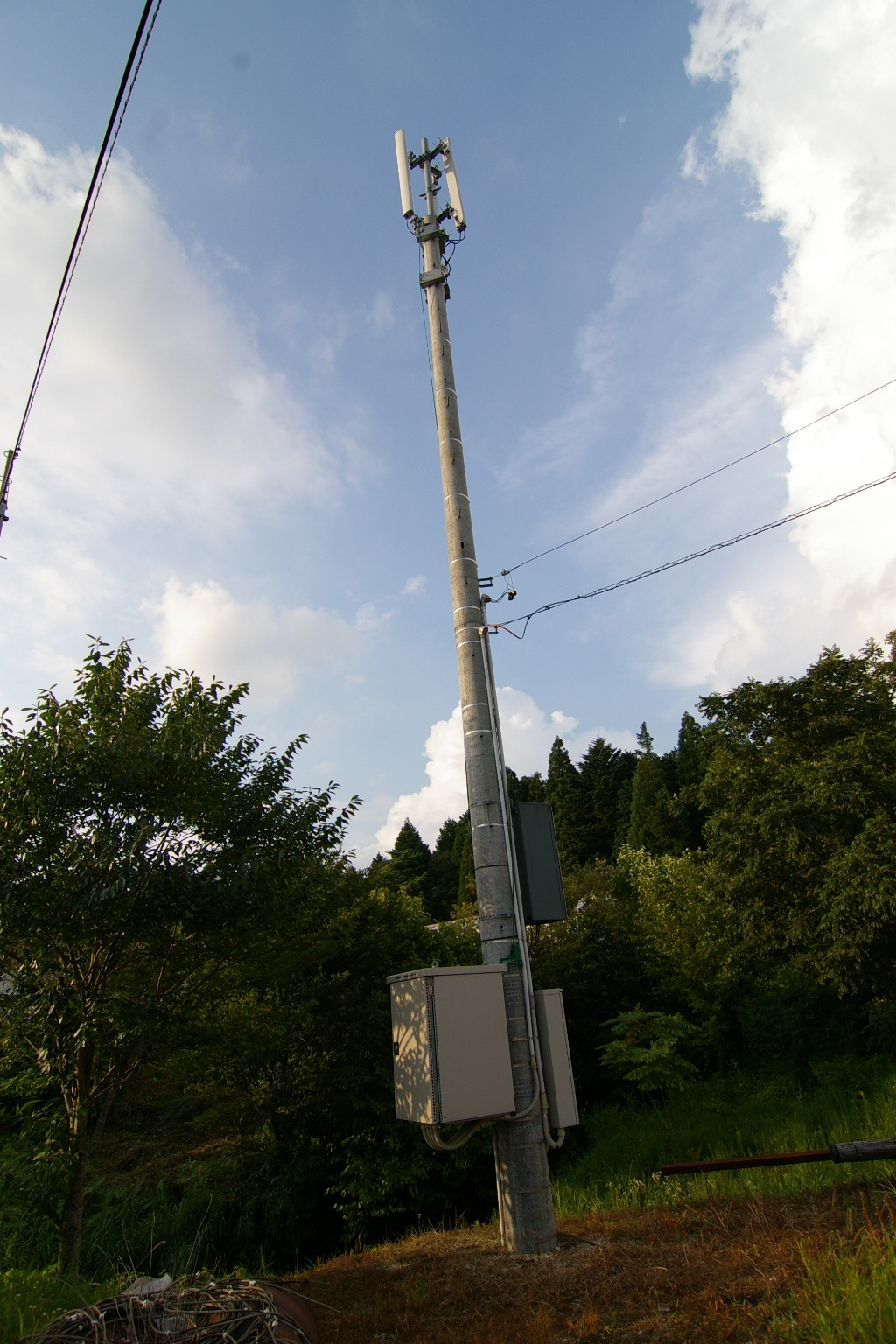
برج خلوي متحرك سوفت بنك في ناكاتسوجاوا، جيفو

- 1999: أطلقت J- الهاتف خدمة الإنترنت اللاسلكي جي سكاي بعد عشرة أشهر من وضع آي مود الخاص بإن تي تي دوموكو، والذي تم إطلاقه في فبراير 1999.
- 2000: أطلقت J- الهاتف خدمة الرسائل المصورة شا ميل (写 メ ー ル) باستخدام الهواتف المزودة بكاميرا الأولى في العالم التي طورتها شارب.
- 2001: أطلقت J- الهاتف خدمة جافا مع مكتبة JSCL.
- 2002: أطلقت J- الهاتف خدمة W-CDMA الجيل الثالث لأول مرة.
- 2002: تم تغيير اسم الشركة إلى شركة اليابان تليكوم القابضة تم فصل أعمال الاتصالات السلكية واللاسلكية للخطوط الثابتة أيضًا لتأسيس شركة اليابان للاتصالات جديدة.
- 2003: تم تغيير اسم شركة J- الهاتف إلى فودافون كي كي، وتغيير اسم جي سكاي إلى فودافون لايف!. فودافون تطلق حملة بيكهام على مستوى اليابان.
- 2003: تم تغيير اسم الشركة إلى فودافون القابضة كيه كيه.
- 2004: شركة فودافون كي كي يندمج مع فودافون القابضة كيه كيه وتم تغيير اسم الشركة إلى فودافون كي كي.
- 2004: أعادت شركة فودافون إطلاق خدمات الجيل الثالث في اليابان للمرة الثانية بتقديم هواتف محمولة مصممة بشكل أساسي للأسواق الأوروبية.
- 2005: تغيرت شركة فودافون الإدارة وتعيد إطلاق خدمات الجيل الثالث في اليابان للمرة الثالثة.
- 2006: أعلنت شركة فودافون رسميًا أنها وافقت على بيع شركة فودافون اليابان (فودافون كي كي) إلى سوفت بنك بمبلغ إجمالي قدره 1.75 تريليون ين ياباني (حوالي 15.1 مليار دولار أمريكي) في واحدة من أكبر صفقات الاندماج والاستحواذ في اليابان حتى الآن.
- 2006: سوفت بنك وفودافون كي كي أعلنوا معًا، أنه سيتم تغيير اسم الشركة إلى اسم وعلامة تجارية «جديدة وسهلة الفهم ومألوفة». أصبح ماسايوشي سون الرئيس التنفيذي والمدير التمثيلي لشركة فودافون كي كي.
- 2006: نقل المقر الرئيسي من تلال أتاجو إلى شيودومي لدمج العمليات مع شركات مجموعة سوفت بنك الأخرى.
- 2006: أعلنت سوفت بنك أنه سيتم تغيير اسم الشركة إلى اليابان تليكوم القابضة اعتبارًا من 1 أكتوبر 2006.
- 2006: بدأت سوفت بنك في تغيير علامتها التجارية «فودافون» إلى «سوفت بنك».
- 2006: تم تغيير اسم شركة فودافون اليابان إلى شركة سوفت بنك موبايل.
- 2008: أطلقت سوفت بنك موبايل فون في اليابان بفوزها على إن تي تي دوكومو.
- 2008: انضم سوفت بنك موبايل إلى الاتحاد المفتوح للهواتف النقالة.[136]
- 2010: اشترت سوفت بنك 100% من شركة ويلكوم لتشغيل الهاتف المحمول PHS.
- 2012: كشفت شركة سوفت بنك موبايل النقاب عن هاتف بانتون 5 107SH، وهو هاتف محمول مزود بعداد جيجر مدمج.[137]
- 2015: الإعلان عن الاستثمار في شركة التمويل الاجتماعي ومقرها الولايات المتحدة.
- 2015: تم دمج سوفت بنك موبايل مع سوفت بنك بي بي كورب وشركة سوفت بنك تيليكوم وشركة واي موبايل لتشكيل شركة تابعة جديدة، سوفت بنك كورب، لتعكس وضعها الجديد في توفير عمليات الهاتف الثابت ومزود خدمة الإنترنت.[132]
- 2018: أدرجت سوفت بنك كورب (TSE: 9434) في القسم الأول من بورصة طوكيو في 19 ديسمبر 2018.

### معرض

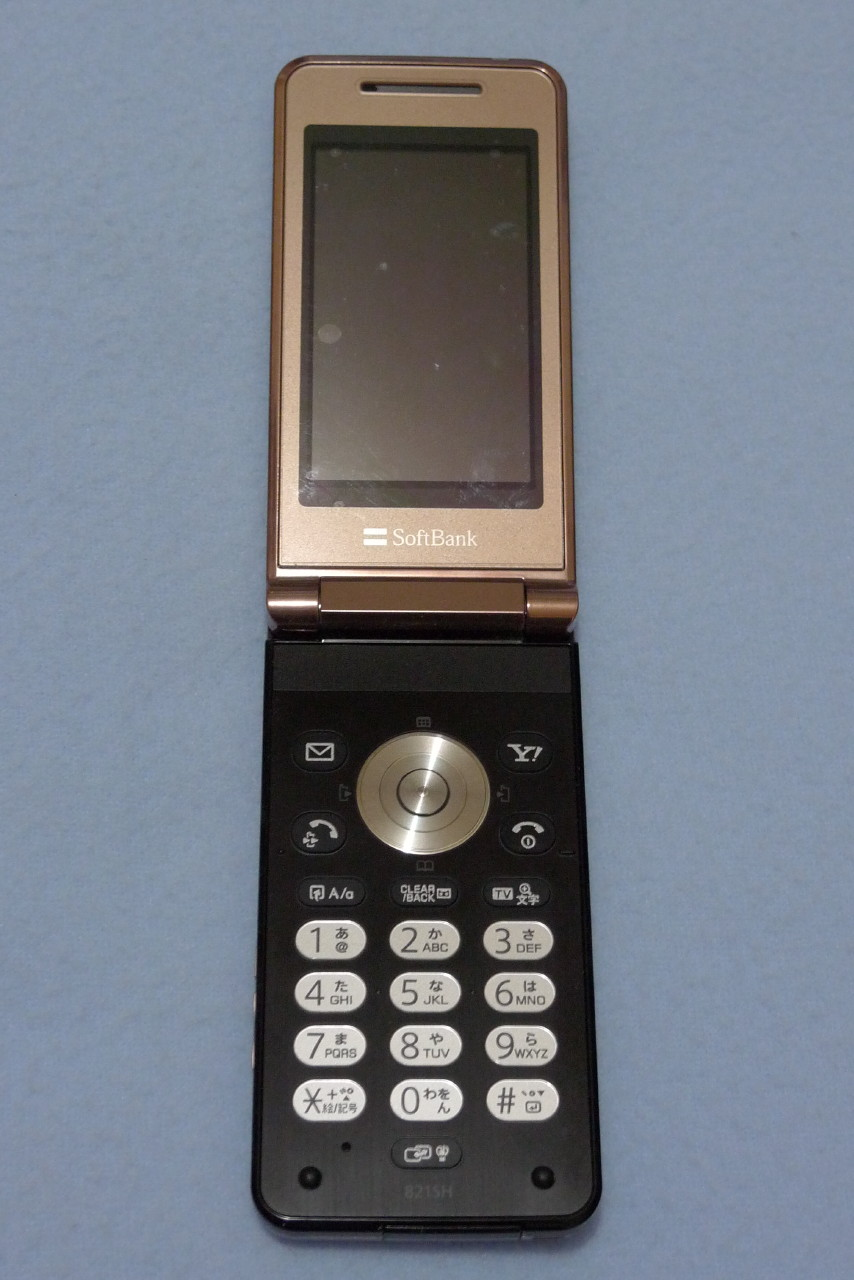
سوفت بنك 821SH PG
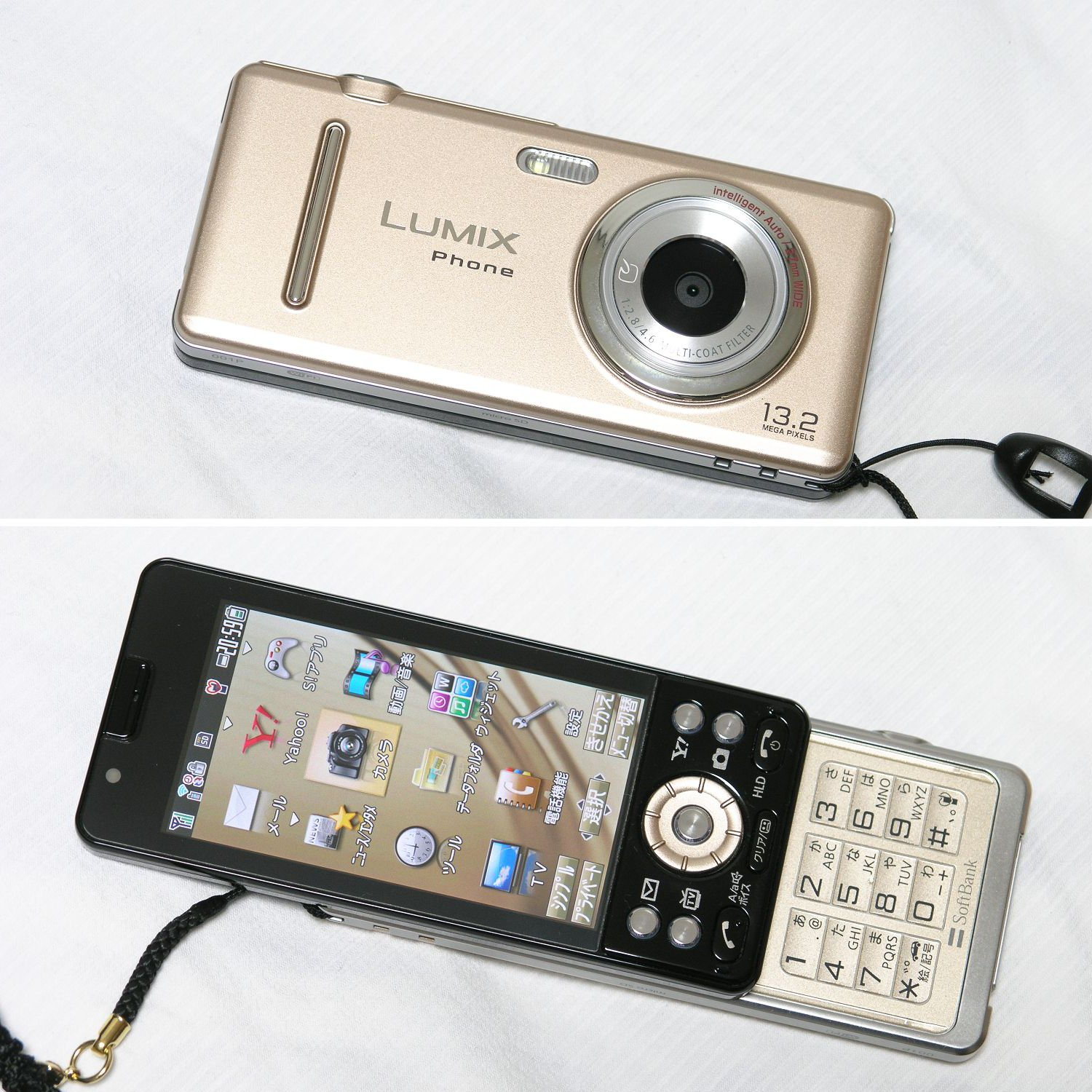
سوفت بنك 001P بواسطة لوميكس
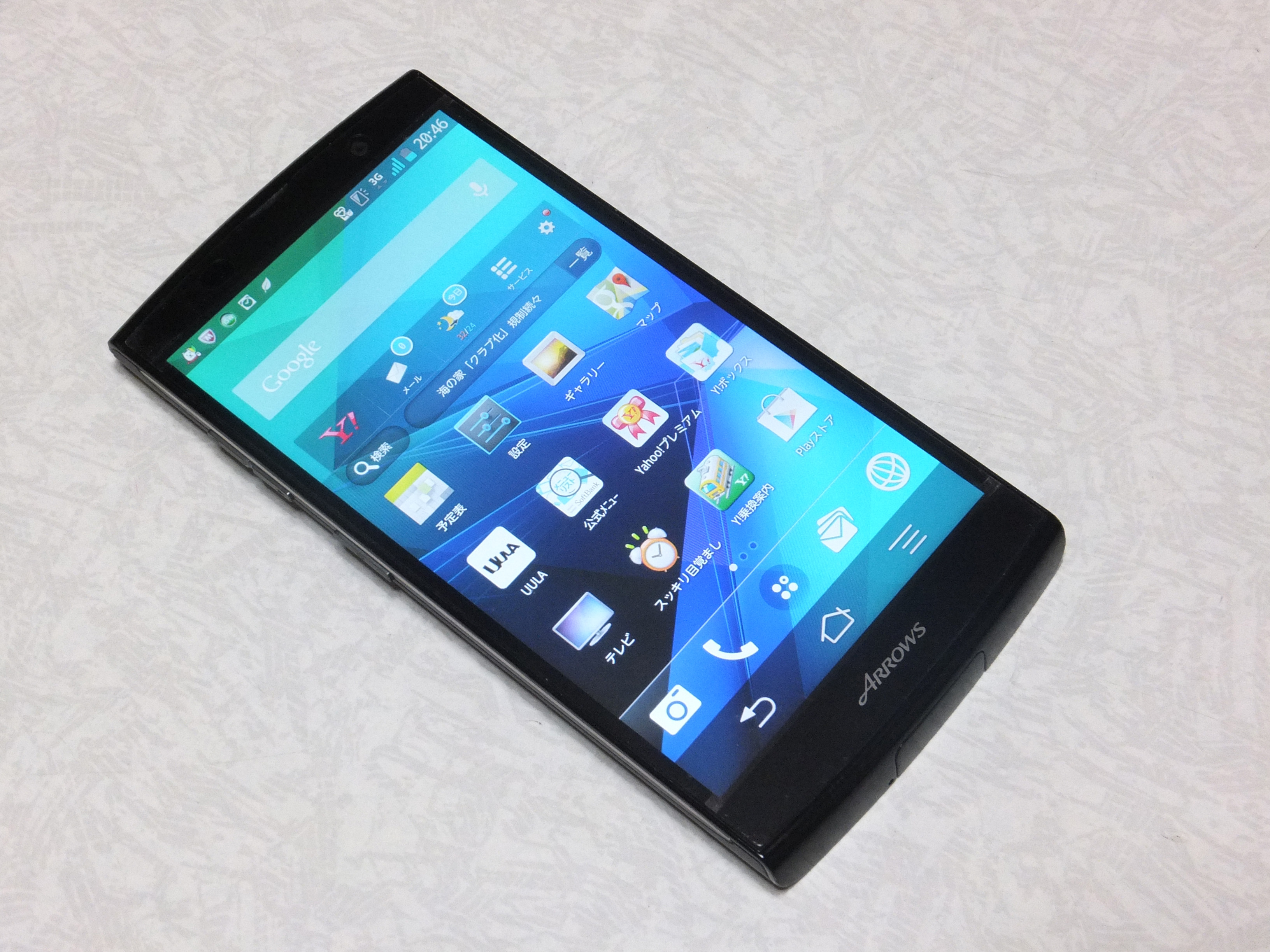
سوفت بنك A202F بواسطة السهام
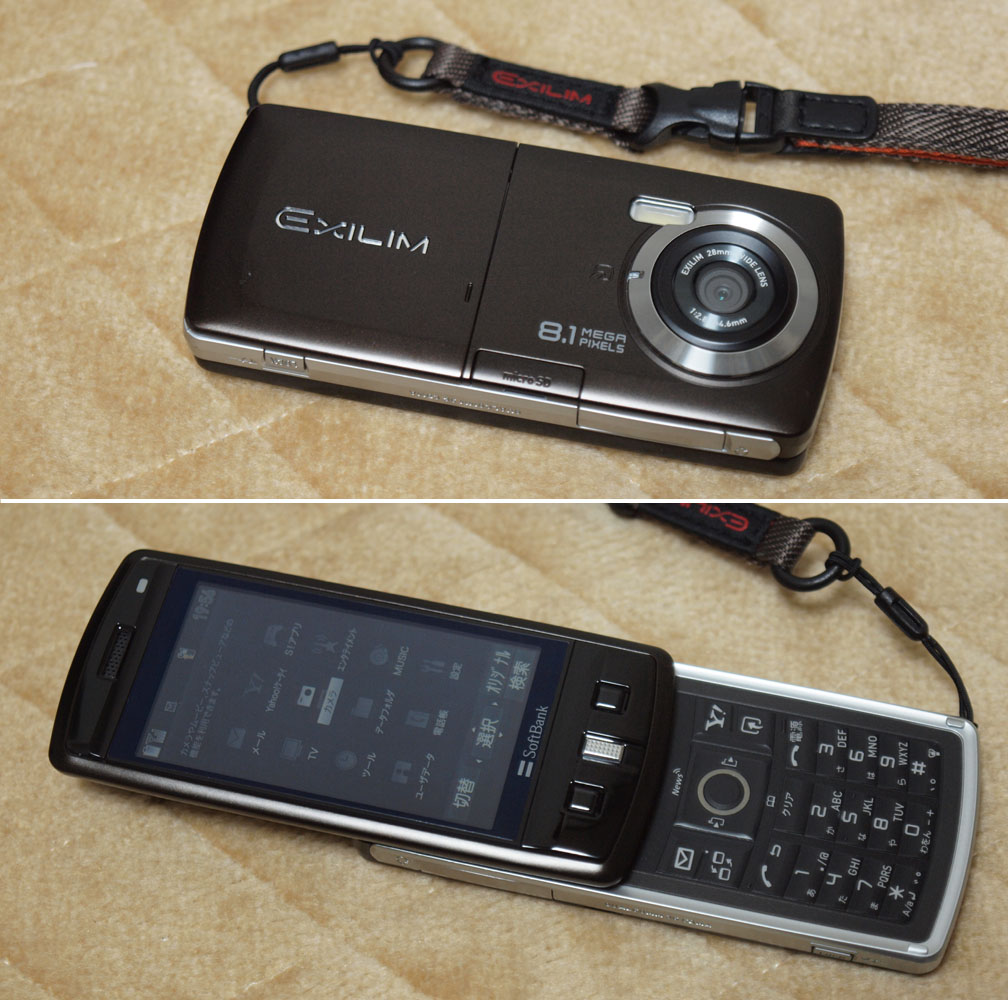
سوفت بنك 930CA من اكسليم
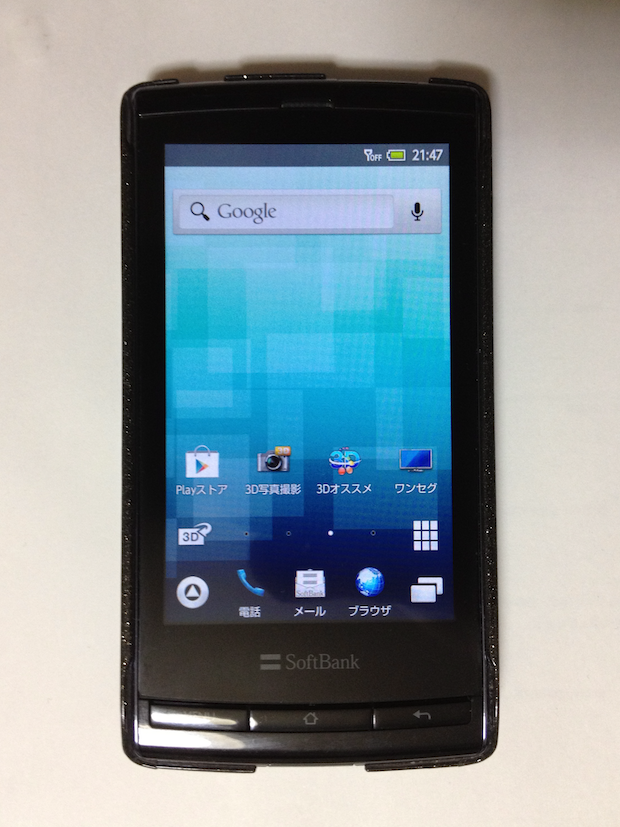
سوفت بنك 003SH
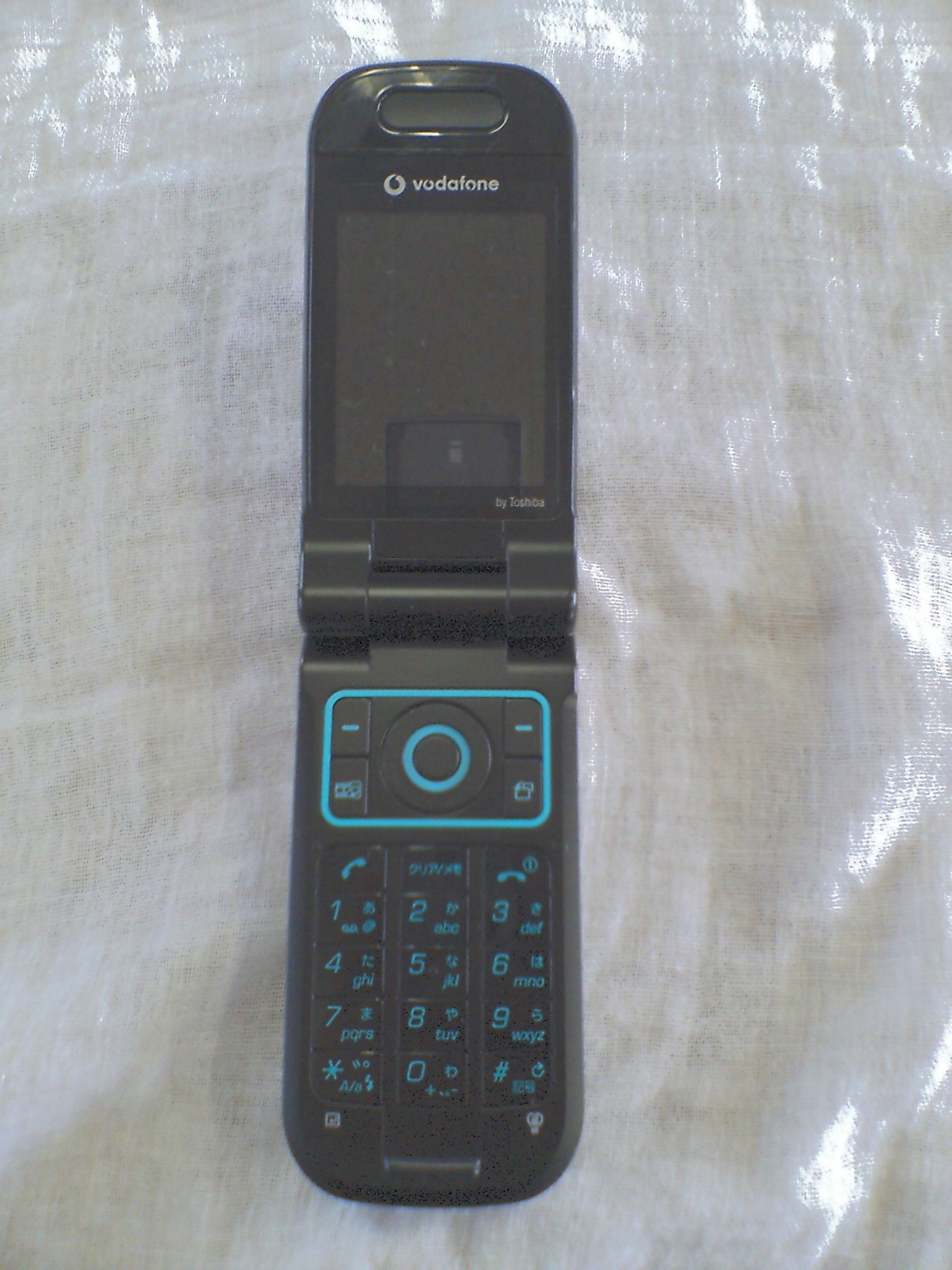
فودافون 803 تي من توشيبا
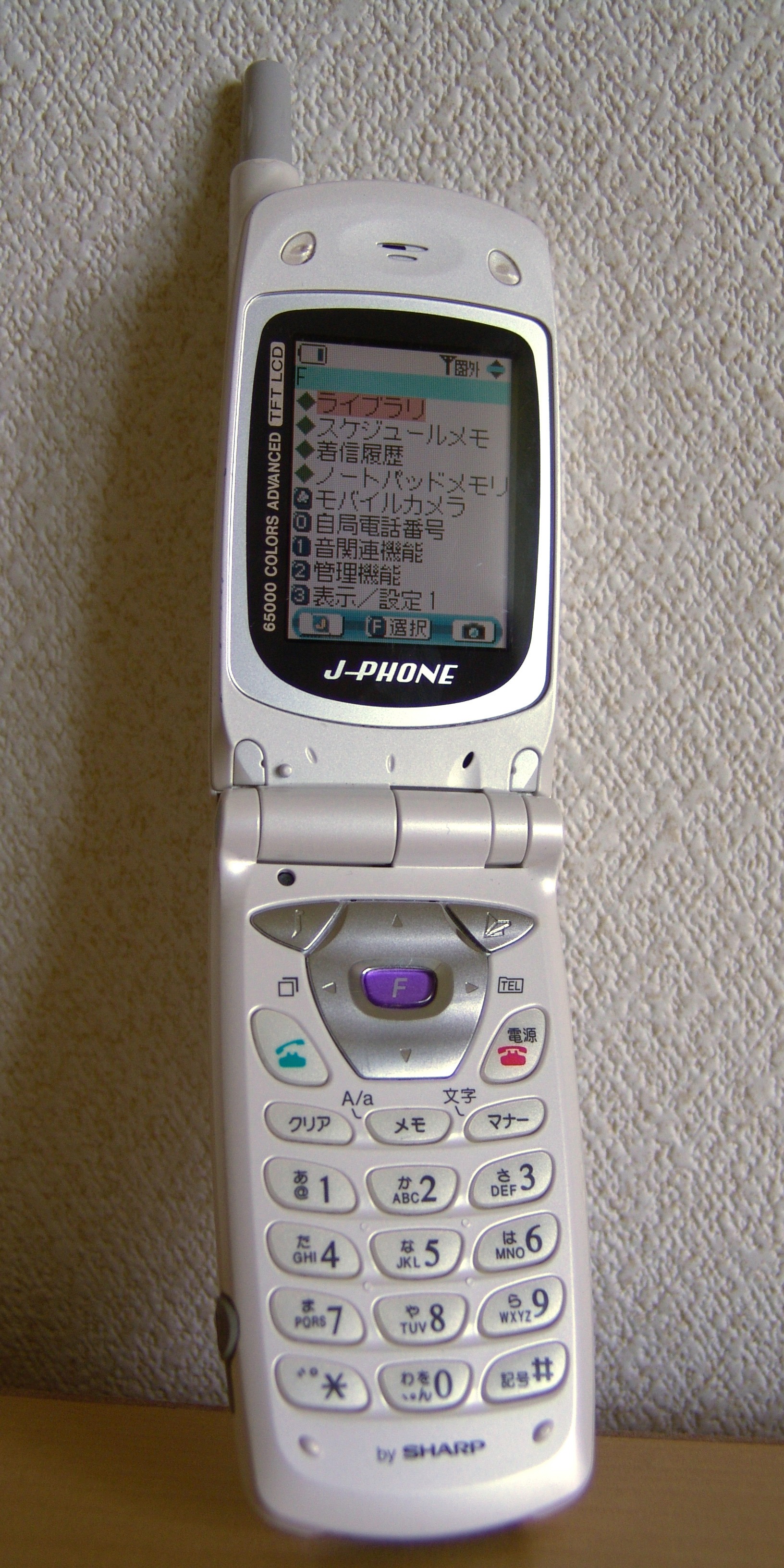
J- هاتف J-SH07 بواسطة شارب (2001)
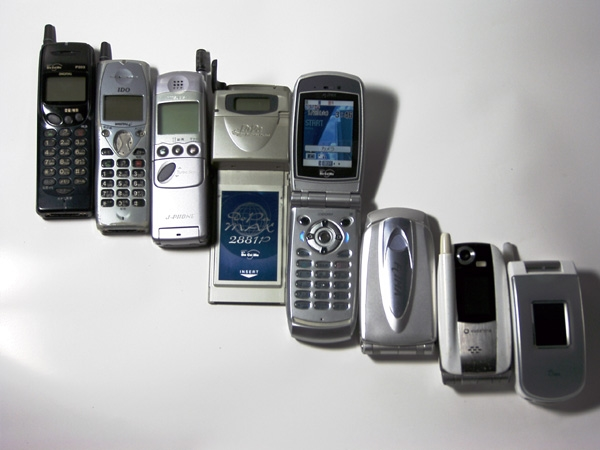
تطور الهواتف المحمولة J- هاتف و فودافون، 1997-2004
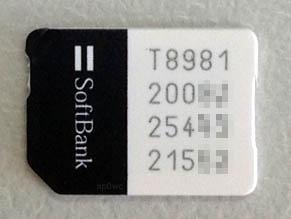
بطاقة سوفت بنك USIM
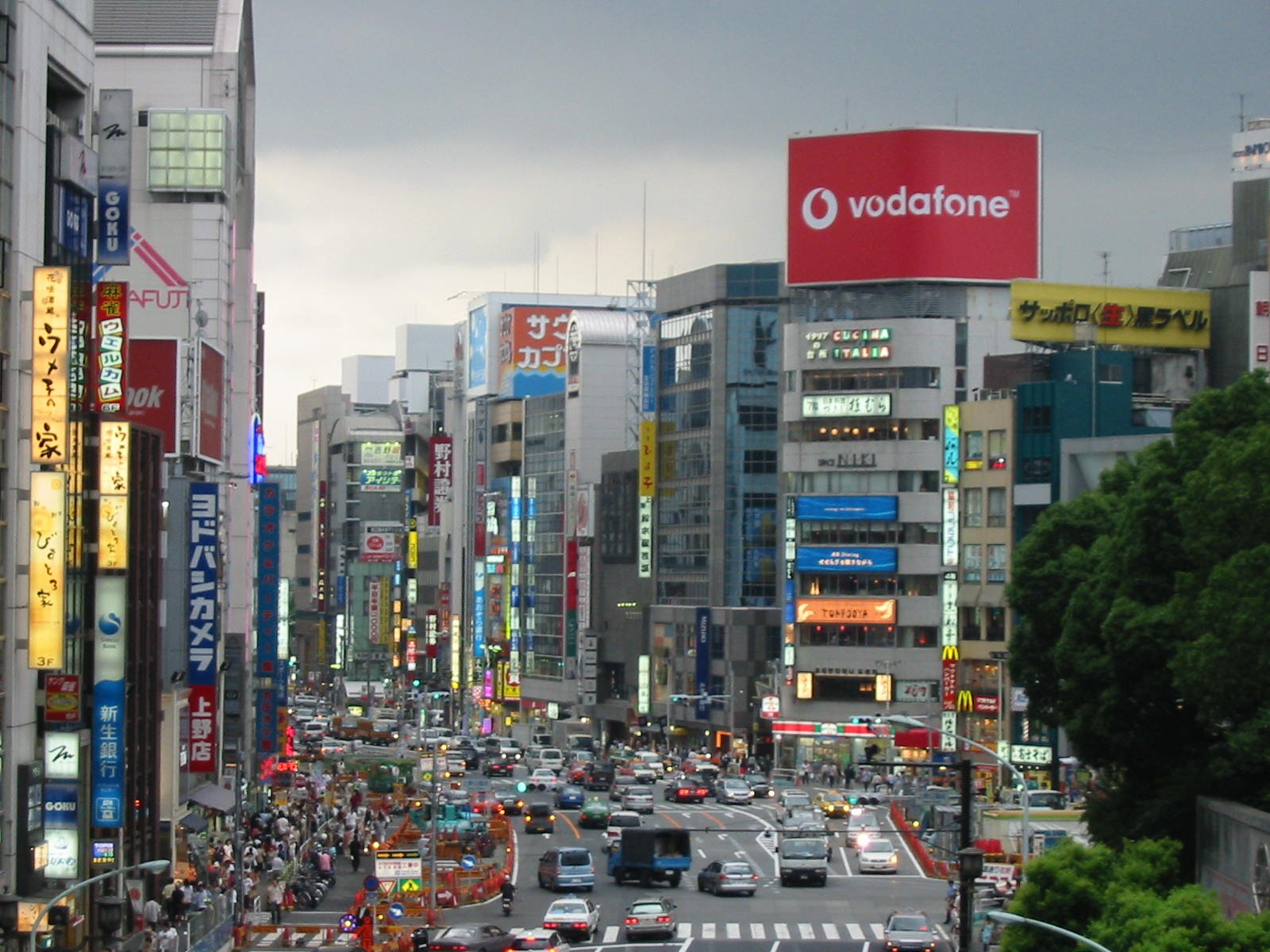
منظر لتايتو، طوكيو، مع لافتة فودافون كبيرة في الخلفية (2004)
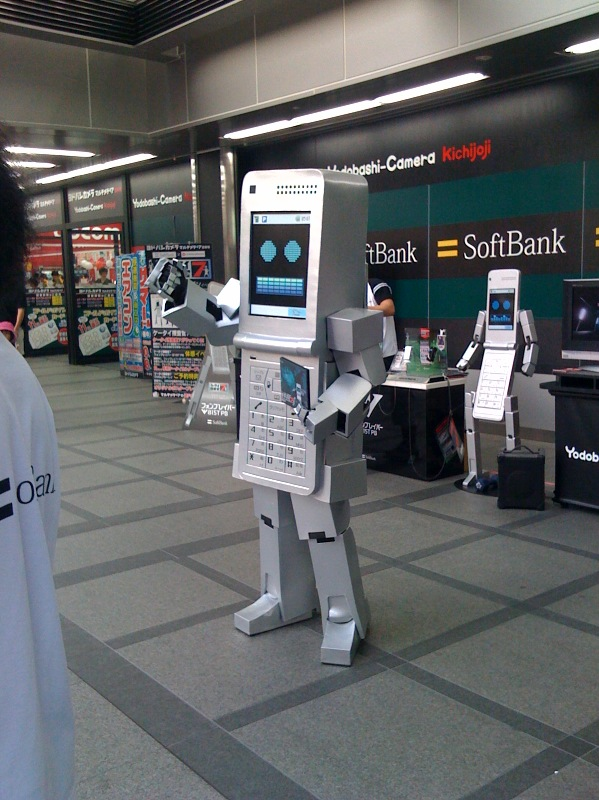
موبايل بليزر (2008)

## تسويق
منذ مايو 2006، تمحورت تسويق سوفت بنك وإعلاناتها التجارية بشكل أساسي حول "أوتوسان سوجان كركي"، البطريرك الكلاب لعائلة "شيراسون، كايتو" البشرية. تُترجم "أوتوسان" إلى الأب، والشخصية، كلب هوكايدو، تؤدي دور والد العائلة، جنبًا إلى جنب مع الابن "كوجيرو" (بطولة دانتي كارفر)، وأمي "ماساكو" (كاناكو هيغوتشي)، وابنتها " آية (أويتو أيا). أثبتت السلسلة الإعلانية أنها تحظى بشعبية كبيرة: صنف مركز أبحاث CM إعلانات اوتوسان على أنها الأكثر شعبية في اليابان بين عامي 2007 و2012، بناءً على استطلاعات شهرية لـ 3000 بالغ تم اختيارهم عشوائيًا في اليابان.
لدى سوفت بنك أيضًا شراكة مع لعبة الواقع المعزز دخول، مما يدعم العنصر الموجود في اللعبة «سوفت بنك الترا لينك».

### رعاية
تم بيع سوفت بنك «فريق» لكأس أمريكا. تم تسمية الفريق باسم فريق سوفت بنك اليابان، وانضمت يانمار على متنها. شارك فريق سوفت بنك اليابان في سباقات 2017 التي أقيمت في برمودا. يأتي أعضاء الفريق من خلفيات مختلفة، ومعظمهم ليسوا يابانيين.
كانت الشركة الراعي الرسمي للمنتخب الياباني لكرة السلة في بطولة آسيا لكرة السلة 2017 الرسمية في لبنان وكذلك كأس العالم لكرة السلة 2019.
سوفت بنك هي أيضًا الراعي لفريق فوكوكا سوفتبانك هوكس، وهو فريق بيسبول ياباني محترف. يظهر شعار سوفت بنك بشكل بارز على القميص.
في ديسمبر 2018، استثمرت سوفت بنك في شركة ناشئة تسمى بارك جوكي. تم استثمار الشركة الناشئة في عام 2013 وتتعامل مع تحقيق الدخل من مواقف السيارات. بعد جولة الاستثمار، وصل التقييم العام لاركجورني إلى مليار دولار.
في ديسمبر 2018، أعلنت سوفت بنك عن نيتها استثمار مليار دولار في شركة جراب الناشئة لخدمات حجز السيارات. وقالت بعض المصادر إن إجمالي حجم الاستثمار قد يصل إلى 1.5 مليار دولار.

### مكافأة الطفل
في عام 2015، قدمت سوفت بنك، إلى جانب بعض الشركات الأخرى في اليابان، مكافأة طفل للموظفين الذين لديهم أطفال. تتراوح المدفوعات من 400 دولار أمريكي للطفل الأول إلى 40 ألف دولار أمريكي للطفل الخامس.

## استثمارات صندوق الرؤية
تهدف أداة الاستثمار لشركة سوفت بنك، وهي صندوق لرؤية ب قيمة 100 مليار دولار والتي تستثمر في التقنيات الناشئة مثل الذكاء الاصطناعي والروبوتات وإنترنت الأشياء، إلى مضاعفة محفظتها من شركات الذكاء الاصطناعي من 70 إلى 125. كما أنها تستثمر في الشركات لإحداث ثورة في العقارات والنقل والتجزئة. يقوم سون بإجراء اتصالات شخصية مع الرؤساء التنفيذيين لجميع الشركات الممولة من صندوق الرؤية. يخطط سون لجمع 100 مليار دولار لإنشاء صندوق جديد كل بضع سنوات، واستثمار حوالي 50 مليار دولار سنويًا في الشركات الناشئة.
تضمنت الاستثمارات الرئيسية لصندوق رؤية سوفت بنك المليارات في أوبر ووي وورك وسلاك. اعتبارًا من أوائل عام 2020، أصبحت محاولات جمع صندوق رؤية سوفت بنك 2 لإنفاق جولة ثانية من الاستثمارات محل شك بسبب التأثير الاقتصادي لوباء كوفيد-19 على استثمارات صندوق الرؤية الأصلي.

## وصلات خارجية
- الموقع الرسمي